# Список Героев Украины/Я
В настоящем списке в алфавитном порядке представлены люди, получившие почётное звание Герой Украины, чьи фамилии начинаются с буквы «Я».
- Список содержит информацию о дате указа присвоения почётного звания, роде деятельности награждённых и годах их жизни.

## Список людей, фамилии которых начинаются с «Я»
| № | Фамилия, Имя Отчество        | Дата Указа | Деятельность | Годы жизни            |
| - | ---------------------------- | ---------- | --- | --------------------- |
| 1 | Яблонская, Татьяна Ниловна   | 03.03.2001 | Художница, Киев | 11.02.1917—17.06.2005 |
| 2 | Яковишин, Леонид Григорьевич | 22.08.2004 | Директор общества «Земля и воля», Черниговская область                                                                    | род. 19.05.1939       |
| 3 | Якубов, Февзи Якубович       | 04.10.2004 | Ректор Крымского государственного инженерно-педагогического университета, доктор технических наук, профессор, Симферополь | род. 10.11.1937       |
| 4 | Янковский, Николай Андреевич | 22.05.2003 | Народный депутат Украины, Председатель правления акционерного общества «Концерн Стирол»                                   | род. 12.08.1944       |